# Exechiopsis maritima
Exechiopsis maritima är en tvåvingeart som beskrevs av Ostroverkhova 1979. Exechiopsis maritima ingår i släktet Exechiopsis och familjen svampmyggor. Inga underarter finns listade i Catalogue of Life.